# Campeonato Mundial de Futsal de 1982 (FIFUSA)
La Primera edición del Campeonato Mundial de la FIFUSA 1982 se disputó en la Ciudad de São Paulo, Brasil entre el 30 de mayo y el 6 de junio de 1982, todos los partidos se jugaron en el Ginásio do Ibirapuera.
El torneo sirvió a su vez para lograr una mayor divulgación de este deporte en el mundo, para este torneo se logró reunir 10 selecciones de los países en los que el Fútbol de Salón contaba con más popularidad.

## Estadios y Ciudades
Los juegos se disputaron en Venue: Gimnasio de Ibirapuera en São Paulo.
| São Paulo              |
| ---------------------- |
| Gimnasio de Ibirapuera |
| Capacidad: 11,000      |
|                        |

## Equipos participantes
En cursiva, los equipos debutantes.
En negrita, el equipo anfitrión.
| Confederación                                                  | Selección      | Clasificación |
| -------------------------------------------------------------- | -------------- | ------------- |
| CSFS (Sudamérica) (5 cupos)                                    | Brasil         | (Anfitrión)   |
| CSFS (Sudamérica) (5 cupos)                                    | Argentina      |               |
| CSFS (Sudamérica) (5 cupos)                                    | Colombia       |               |
| CSFS (Sudamérica) (5 cupos)                                    | Paraguay       |               |
| CSFS (Sudamérica) (5 cupos)                                    | Uruguay        |               |
| UEFS (Europa) (3 cupos)                                        | Checoslovaquia |               |
| UEFS (Europa) (3 cupos)                                        | Italia         |               |
| UEFS (Europa) (3 cupos)                                        | Países Bajos   |               |
| CONCACFUTSAL (Norteamérica, Centroamérica y El Caribe (1 cupo) | Costa Rica     |               |
| CAFS (Asia) (1 cupo)                                           | Japón          |               |

## Sistema de juego
Las 10 selecciones participantes disputaron la primera ronda que trataba sobre dos grupos de cinco equipos donde avanzaban los dos primeros en cada grupo. Luego los 4 clasificados disputaron las semifinales y los vencedores de estas llaves tuvieron la oportunidad de disputar y jugar en la gran final.

## Primera fase

### Grupo A
| Grupo A        | Pts | J | G | E | P | GF | GC | Dif |
| -------------- | --- | - | - | - | - | -- | -- | --- |
| Brasil         | 8   | 4 | 4 | 0 | 0 | 28 | 2  | +26 |
| Uruguay        | 6   | 4 | 3 | 0 | 1 | 16 | 6  | +10 |
| Checoslovaquia | 3   | 4 | 1 | 1 | 2 | 9  | 8  | +1  |
| Argentina      | 3   | 4 | 1 | 1 | 2 | 7  | 14 | -7  |
| Costa Rica     | 0   | 4 | 0 | 0 | 4 | 5  | 35 | -30 |

| 30 de mayo de 1982 | Brasil | 5:0 | Argentina | Gimnasio de Ibirapuera, São Paulo |  |

| 31 de mayo de 1982 | Uruguay | 2:0 | Checoslovaquia | Gimnasio de Ibirapuera, São Paulo |  |

- Equipo libre:  Costa Rica

| 31 de mayo de 1982 | Brasil | 14:0 | Costa Rica | Gimnasio de Ibirapuera, São Paulo |  |

| 1 de junio de 1982 | Brasil | 4:1 | Checoslovaquia | Gimnasio de Ibirapuera, São Paulo |  |

| 1 de junio de 1982 | Uruguay | 8:1 | Costa Rica | Gimnasio de Ibirapuera, São Paulo |  |

- Equipo libre:  Argentina

| 2 de junio de 1982 | Argentina | 1:1 | Checoslovaquia | Gimnasio de Ibirapuera, São Paulo |  |

- Equipo libre:  Uruguay

| 3 de junio de 1982 | Argentina | 6:3 | Costa Rica | Gimnasio de Ibirapuera, São Paulo |  |

| 3 de junio de 1982 | Brasil | 5:1 | Uruguay | Gimnasio de Ibirapuera, São Paulo |  |

- Equipo libre:  Checoslovaquia

| 4 de junio de 1982 | Checoslovaquia | 7:1 | Costa Rica | Gimnasio de Ibirapuera, São Paulo |  |

| 4 de junio de 1982 | Uruguay | 5:0 | Argentina | Gimnasio de Ibirapuera, São Paulo |  |

- Equipo libre:  Brasil

### Grupo B
| Grupo B      | Pts | J | G | E | P | GF | GC | Dif |
| ------------ | --- | - | - | - | - | -- | -- | --- |
| Paraguay     | 8   | 4 | 4 | 0 | 0 | 27 | 5  | +22 |
| Colombia     | 4   | 4 | 2 | 0 | 2 | 13 | 7  | +6  |
| Países Bajos | 4   | 4 | 2 | 0 | 2 | 8  | 14 | -6  |
| Italia       | 2   | 4 | 1 | 0 | 3 | 7  | 11 | -4  |
| Japón        | 2   | 4 | 1 | 0 | 3 | 4  | 22 | -18 |

| 30 de mayo de 1982 | Japón | 2:0 | Italia | Gimnasio de Ibirapuera, São Paulo |  |

| 31 de mayo de 1982 | Colombia | 5:0 | Japón | Gimnasio de Ibirapuera, São Paulo |  |

| 31 de mayo de 1982 | Paraguay | 5:3 | Italia | Gimnasio de Ibirapuera, São Paulo |  |

- Equipo libre:  Países Bajos

| 1 de junio de 1982 | Países Bajos | 3:2 | Japón | Gimnasio de Ibirapuera, São Paulo |  |

| 1 de junio de 1982 | Italia | 3:2 | Colombia | Gimnasio de Ibirapuera, São Paulo |  |

- Equipo libre:  Paraguay

| 2 de junio de 1982 | Paraguay | 6:1 | Países Bajos | Gimnasio de Ibirapuera, São Paulo |  |

- Equipo libre:  Colombia

| 3 de junio de 1982 | Colombia | 5:2 | Países Bajos | Gimnasio de Ibirapuera, São Paulo |  |

| 3 de junio de 1982 | Paraguay | 14:0 | Japón | Gimnasio de Ibirapuera, São Paulo |  |

- Equipo libre:  Italia

| 4 de junio de 1982 | Paraguay | 2:1 | Colombia | Gimnasio de Ibirapuera, São Paulo |  |

| 4 de junio de 1982 | Países Bajos | 2:1 | Italia | Gimnasio de Ibirapuera, São Paulo |  |

- Equipo libre:  Japón

## Fase final

### Cuadro general
|  | Semifinales            | Semifinales            |          |        | Final              | Final              |  |
|  | 5 y 6 de junio de 1982 | 5 y 6 de junio de 1982 |          |        | 7 de junio de 1982 | 7 de junio de 1982 |  |
|  |                        |                        |          |        |                    |                    |  |
|  |                        |                        |          |        |                    |                    |  |
|  | Brasil                 | 4                      |          |        |                    |                    |  |
|  | Brasil                 | 4                      |          |        |                    |                    |  |
|  | Colombia               | 1                      |          |        |                    |                    |  |
|  | Colombia               | 1                      |          | Brasil | 1                  |                    |  |
|  |                        |                        |          | Brasil | 1                  |                    |  |
|  |                        |                        | Paraguay | 0      |                    |                    |  |
|  | Paraguay               | 2                      | Paraguay | 0      |                    |                    |  |
|  | Paraguay               | 2                      |          |        |                    |                    |  |
|  | Uruguay                | 0                      |          |        | Tercer lugar       | Tercer lugar       |  |
|  | Uruguay                | 0                      |          |        | Tercer lugar       | Tercer lugar       |  |
|  |                        |                        |          |        |                    |                    |  |
|  |                        |                        |          |        | Colombia           | 0 (1)              |  |
|  |                        |                        |          |        | Colombia           | 0 (1)              |  |
|  |                        |                        |          |        | Uruguay (p.)       | 0 (2)              |  |
|  |                        |                        |          |        | Uruguay (p.)       | 0 (2)              |  |
|  |                        |                        |          |        |                    |                    |  |

### Semifinales
| 5 de junio de 1982 | Brasil | 4:1 | Colombia | Gimnasio de Ibirapuera, São Paulo |  |

| 6 de junio de 1982 | Paraguay | 2:0 | Uruguay | Gimnasio de Ibirapuera, São Paulo |  |

### Tercer lugar
| 7 de junio de 1982 | Uruguay | 0:0 (t. s.)(0:0 t. s.)(2:1 p.) | Colombia | Gimnasio de Ibirapuera, São Paulo |  |

| Tiros desde el punto penal |                  |     |                  |  |
|                            | Acierto de penal | 1:1 | Acierto de penal |  |
|                            | Fallo de penal   | 1:1 | Fallo de penal   |  |
|                            | Acierto de penal | 2:1 | Fallo de penal   |  |

### Final
| 7 de junio de 1982 | Brasil | 1:0 | Paraguay | Gimnasio de Ibirapuera, São Paulo |  |

|                            |
| Bandera de Brasil          |
| Campeón Brasil 1.er Título |

## Tabla general
| Pos. | Equipo         | Pts | J | G | E | P | GF | GC | Dif. | Rend. |
| ---- | -------------- | --- | - | - | - | - | -- | -- | ---- | ----- |
| 1    | Brasil         | 12  | 6 | 6 | 0 | 0 | 33 | 3  | +30  | 100%  |
| 2    | Paraguay       | 10  | 6 | 5 | 0 | 1 | 29 | 6  | +23  | 83,3% |
| 3    | Uruguay        | 7   | 6 | 3 | 1 | 2 | 16 | 8  | +8   | 55,5% |
| 4    | Colombia       | 5   | 6 | 2 | 1 | 3 | 14 | 11 | +3   | 38,8% |
| 5    | Países Bajos   | 4   | 4 | 2 | 0 | 2 | 8  | 14 | -6   | 50%   |
| 6    | Checoslovaquia | 3   | 4 | 1 | 1 | 2 | 9  | 8  | +1   | 33,3% |
| 7    | Argentina      | 3   | 4 | 1 | 1 | 2 | 7  | 14 | -7   | 33,3% |
| 8    | Italia         | 2   | 4 | 1 | 0 | 3 | 7  | 11 | -4   | 25%   |
| 9    | Japón          | 2   | 4 | 1 | 0 | 3 | 4  | 22 | -18  | 25%   |
| 10   | Costa Rica     | 0   | 4 | 0 | 0 | 4 | 5  | 35 | -30  | 0%    |

## Premios y reconocimientos

### Goleador
| Jugador         | Selección | Goles |
| --------------- | --------- | ----- |
| Ramón Carossini | Paraguay  | 11    |

### Mejor jugador
| Jugador | Selección |
| ------- | --------- |
| Jackson | Brasil    |

### Valla menos vencida
| Jugador | Selección | Goles |
| ------- | --------- | ----- |
|         | Brasil    | 3     |

### Selección más correcta
| Premio       | Selección      |
| ------------ | -------------- |
| Juego limpio | Checoslovaquia |